# رئیس‌آباد (ابرکوه)
رییس‌آباد (ابرکوه)، روستایی از توابع بخش مرکزی شهرستان ابرکوه در استان یزد ایران است.

## جمعیت
این روستا در دهستان تیرجرد قرار دارد و براساس سرشماری مرکز آمار ایران در سال ۱۳۸۵، جمعیت آن ۴۸۱ نفر (۱۲۳خانوار) بوده‌است.